# Novum
Novum (del Latín objeto nuevo) es un término usado por el estudioso de la ciencia ficción Darko Suvin y otros para describir las innovaciones científicamente probables que se utilizan en la narrativa de la ciencia ficción.
Suvin argumenta que el género de la Ciencia Ficción se distingue de la fantasía dado que la historia se guía por un novum validado por lógica cognitiva. Esto significa que el hipotético nuevo objeto en el cual se basa la historia podría existir a través de la ciencia y no solo por magia.

## Novum en la Ciencia Ficción
Los ejemplos más comunes de novum en la ciencia ficción incluyen el viaje por el tiempo, la hiperinteligencia, la inteligencia artificial, mutaciones, entre otros de similar idiosincrasia. Por lo general una obra de ciencia ficción incluye al menos un novum y tiene una implicancia narrativa e ideológica. Para muchos autores puede ser el un pilar relevante y elaborado, como para otros, según escritores de ciencia ficción, puede ser un simple acontecimiento irrelevante o un objeto. Por regla general el novum es un reto conceptual para lo apreciado por la sociedad, la naturaleza, la conciencia humana, y las actividades científicas que han sido difíciles de conseguir.